# Dernburg-Wagen
Das „erste Personenfahrzeug mit Allradantrieb für den Alltagsbetrieb“ (Mercedes-Benz-Zitat) konstruierte die Daimler-Motoren-Gesellschaft (DMG) im Jahre 1907, nachdem die niederländische Firma Spyker bereits 1903 ihren Zweisitzer-Rennwagen Spyker 60 HP als erstes Allrad-Automobil mit einem Verbrennungsmotor vorgestellt hatte. Der sogenannte Dernburg-Wagen hatte sogar eine Allradlenkung. Er ist benannt nach dem damaligen Staatssekretär Bernhard Dernburg, der mit ihm im Jahre 1908 in der ehemaligen Kolonie Deutsch-Südwestafrika, dem heutigen Namibia, viele Kilometer zurücklegte.

## Der Dernburg-Wagen aus dem Jahr 1907

Bernhard Dernburg (Mitte rechts, mit dem Helm in der Hand)

Das Reichskolonialamt wusste zu Beginn des 20. Jahrhunderts bei der Bestellung genau, was es von der Daimler-Motoren-Gesellschaft erwartete: Ein zuverlässiges Fahrzeug, das auch schlechte und lange Wegstrecken klaglos bewältigte und mit dem man flexibel war. Der Ingenieur Paul Daimler, Sohn des Firmengründers Gottlieb Daimler, war federführend bei der Konstruktion des gewünschten Fahrzeugs, das 1907 im Werk Berlin-Marienfelde schließlich als Einzelstück entstand. Paul Daimler hatte zuvor bereits Erfahrungen durch die Konstruktion des Austro-Daimler Panzerwagens gesammelt. Das nachfolgende Allradautomobil basierte auf einem Lastwagen-Chassis der DMG, hatte einen Radstand von vier Meter und eine Spurweite von 1,42 Meter. Die Bodenfreiheit von 32 Zentimeter war für damalige Verhältnisse nicht ungewöhnlich groß, waren doch fast alle Automobile häufig auf stark ausgefahrenen Straßen unterwegs. Die „Allgemeine Automobil-Zeitung“ (AAZ) kommentierte 1908 die Daimler-Konstruktion: „Alle höheren Weghindernisse werden von der stabilen Vorder- bzw. Hinterachse beseitigt, und um das am meisten gefährdete Getriebskasten-Unterteil legt sich zwischen die gepressten Rahmentraversen ein widerstandsfähiger Stahlpanzer, stark genug, um den ganzen Rahmen aufsetzen zu lassen.“
Das Fahrzeug kostete 34.750 Mark. Es trug eine Tourenwagen-Karosserie mit zwei Plätzen auf der Chauffeursbank und insgesamt vier Sitzplätzen im Fond. Türen gab es nur für die Fondpassagiere. Großzügige Trittstufen ließen die Einstiegshöhe von rund einem Meter erklimmen. Auf acht Pfosten war ein Sonnendach fixiert, das vorn fast bis zur Fahrzeugfront reichte, damit der Fahrer auch bei sehr tiefstehender Sonne nicht geblendet wurde. Hinten am Fahrzeug war eine Gepäckbrücke für Koffer oder Ersatzräder angebracht. Auf dem Dach befand sich ein weiterer großer Gepäckträger, geschützt von einer Plane. Rechts und links unterhalb des Daches waren Zeltplanen befestigt, die heruntergelassen werden konnten und so den Aufbau schlossen, um die Passagiere gegen Wind, Wetter und Sand zu schützen.

### Merkmale für den besonderen Einsatz
Der Wagen wog bei einer Länge von ungefähr 4,90 Meter und einer Höhe inklusive Dach von gut 2,70 Meter rund 3,6 Tonnen, einschließlich aller vom Kolonialamt ausdrücklich gewünschten Besonderheiten, beispielsweise eine besonders schwere Kupplung, sowie einem auf tropische Verhältnisse abgestimmten Benzin- und Kühlwasservorrat, Ersatzteilen und Werkzeugen.
Der Vierzylindermotor lieferte aus rund 6,8 Liter Hubraum bei 800/min eine Leistung von 35 PS (26 kW), was auf ebener Asphaltstrecke für eine Höchstgeschwindigkeit von rund 40 km/h sorgte. Wichtiger jedoch für das Fahrzeug mit seinem besonderen Einsatzgebiet war die enorme Steigfähigkeit mit Hilfe des Allradantriebs: Sie betrug 25 Prozent.
Das Fahrzeug hatte einen permanenten Allradantrieb, der Motor schickte seine Kraft über eine ausgeklügelte Mechanik an die vier Räder. Eine Welle verband ihn mit dem genau mittig montierten Getriebe, das vier Vorwärtsgänge und einen Rückwärtsgang hatte. Von dort übertrugen Kardanwellen die Drehbewegung an die Kegelraddifferentiale der Vorder- und Hinterachse.

### Schutz der Mechanik vor Flugsand
Besondere Vorkehrungen traf der Konstrukteur Paul Daimler, um feinen Flugsand aus den kraftübertragenden Teilen zu halten. An vielen Gelenken drängte bereits die Fettschmierung von innen heraus den Sand zurück und bewahrte vor schneller Abnutzung. Eine Herausforderung stellte jedoch zunächst die Vorderachse dar: Der sonst übliche Schutz der Kegelräder in den Laufrädern, der teleskopartig dem Lenkeinschlag folgte, konnte wegen der zu erwartenden starken Erschütterungen und wegen des feinen Flugsands nicht verwendet werden. Daimler hüllte die empfindlichen Teile mit Hilfe einer stabilen, zylindrischen Schale ein. Da diese Lösung jedoch den Lenkeinschlag stark einschränkte, auf höchstens 23 Grad, erhielt das Fahrzeug auch hinten gelenkte Räder, um einen adäquaten Wendekreis zu erzielen. Auch die Hinterräder erhielten die Kapselung gegen Flugsand. Ein Nebeneffekt: Vorder- und Hinterachse waren mit fast allen Komponenten einschließlich der Differenziale, Räder und Bremsen identisch aufgebaut, was die Ersatzteilvorhaltung vereinfachte.

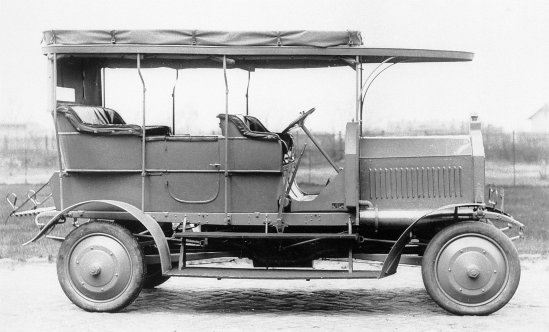
Seitenansicht des Dernburg-Wagens

Auch die geschlossenen Radscheiben aus Stahlblech dienten dem Schutz der Mechanik und der Trommelbremsen gegen Verschmutzung – üblich waren damals Holz- und (seltener) Stahlspeichenräder, die aber Sand an die Antriebskomponenten gelassen hätten. Außerdem war es bei Speichenrädern nahezu unmöglich, sich aus eigener Kraft zu befreien, wenn man einmal im Sand versunken sein sollte. Die Stahlblechfelgen trugen Luftreifen („Pneumatiks“) der Dimension 930 × 125, was als weitere Besonderheit gilt, denn zu jener Zeit waren Vollgummireifen noch weit verbreitet. Vermutlich hatte Paul Daimler sich zu dieser Wahl entschlossen, um bei dem hohen Fahrzeuggewicht die Arbeit der robusten Blattfedern zu unterstützen. Wie damals durchaus nicht selten hatten nur die Hinterreifen ein Profil, während die Vorderreifen eine glatte Lauffläche zeigten. Die Ventile der Luftreifen befanden sich auf der Felgeninnenseite, damit sie nicht so schnell beschädigt werden konnten.
Die Motorkühlung war speziell auf das Tropenklima ausgelegt: mit einer größeren Kühlfläche, einem vergrößerten Kühlmantel um die Zylinder und insgesamt mehr Kühlwasser – insgesamt waren 140 Liter im Umlauf. Zusätzlich zum Kühler an der Fahrzeugfront war an der Spritzwand ein weiterer Kühler montiert, der sie hufeisenförmig umfasste und auf diese Weise seine Waben in den Fahrtwind streckte. Beide Kühler waren über zwei seitlich angeordnete Wasserbehälter miteinander verbunden. Das erwärmte Wasser musste alle Leitungen und Tanks passieren, ehe es wieder die Zylinder umströmte.

### Erprobung unter realitätsnahen Bedingungen
Eine aufwendige Erprobung des Kolonialwagens über 1677 Kilometer fand Ende März/Anfang April 1908 in Deutschland statt. Die Strecke führte von Berlin-Marienfelde nach Stuttgart-Untertürkheim und zurück. Untertürkheim wurde am Vormittag des vierten Tages erreicht, wiederum vier Tage später war das Fahrzeug wieder in Marienfelde. Dabei legte es aber auch Strecken abseits befestigter Straßen zurück, um den Allradantrieb zu testen. „Eine Schwenkung [Kurve] in tiefem Sturzacker mit einer Steigung von fünf bis zehn Prozent wurde tadellos ausgeführt“, hieß es in einem internen Bericht des Kolonialamts. „In der Nähe von Wittenberg wurde in eine Sandgrube eingefahren, in der der Wagen bis reichlich an die Achsen in den Sand einsank, aus dem es sich aber bei Steigungen von 20 und 21 Prozent leicht wieder freimachte.“ Im Thüringer Wald „wurde eine etwa 150 Meter hohe Anhöhe auf steinigen, stark gewundenen, schmalen Straßen mit Steigungen bis zu 20 Prozent ohne Schwierigkeiten erstiegen. Selbst die an sich infolge des Vierräder-Antriebes schwerfällige Lenkung bewährte sich“. Das Abnahmeprotokoll des Kolonialamts fiel positiv aus.
Im Mai 1908 wurde das Fahrzeug mit dem Dampfer „Kedive“ nach Swakopmund in Afrika verschifft. Im Juni stand es in Deutsch-Südwest-Afrika dem Staatssekretär des Reichskolonialamts, Bernhard Dernburg, zur Verfügung. Aufgrund seiner Fahrten bekam das Allrad-Automobil viele Jahre später den Beinamen „Dernburg-Wagen“. Gleichzeitig dienten die Touren generell der Erprobung des Automobils als Fortbewegungsmittel in der Kolonie. Zu diesem Zweck begleiteten zumindest zeitweise weitere heckangetriebene Fahrzeuge von Benz und Daimler das Allradfahrzeug, nämlich ein siebensitziger, weitgehend gepanzerter Personenwagen von Benz und drei Lastwagen von Daimler.

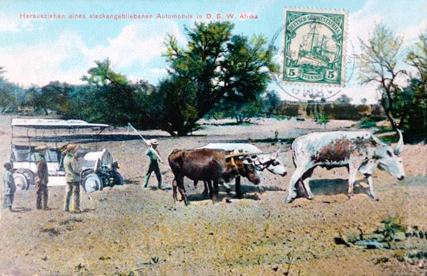
Allrad-Wagen der Daimler-Motoren-Gesellschaft (DMG) im Einsatz

In einem zeitgenössischen Reisebericht hieß es über eine Etappe der Dernburg-Fahrt: „Die 600 Kilometer lange Strecke von Keetmanshoop über Berseba nach Gibeon und dann von Maltahöhe, Rehoboth nach Windhuk wurde in vier Reisetagen ohne Unfall zurückgelegt. Das ist eine enorme Zeitersparnis, denn für die gleiche Strecke braucht ein geübter Reiter zu Pferde zwölf Tage […].“ Dabei konnte der Staatsbeamte sogar auf ein mobiles Kommunikationsmittel zurückgreifen: „Als [das Auto] den Staatssekretär Dernburg trug, führte es noch einen Feldfernsprecher mit, der überall unterwegs an die Telegraphenleitung angeschlossen werden konnte.“

### Im Dienst der Landespolizei
Nach dieser Reise stand das Fahrzeug in Deutsch-Südwest-Afrika der Landespolizei als ständiges Fortbewegungsmittel zur Verfügung. Es existierte ein genaues Fahrtenbuch, so wurden beispielsweise bis Anfang 1910 rund 10.000 Kilometer zurückgelegt.
Den Chauffeur und Mechaniker in Personalunion hatte die Daimler-Motoren-Gesellschaft mit dem Allradfahrzeug nach Afrika geschickt – eine damals durchaus übliche Vorgehensweise. Und weil das Auto zur Landespolizei gehörte, wurde der Chauffeur Paul Ritter kurzerhand zum Polizisten ernannt. Er blieb nach der Abreise Dernburgs im Land und betreute das Fahrzeug, kehrte auch immer wieder nach Marienfelde zurück, um sich Ersatzteile und Fertigkeiten zum Warten und Reparieren des Autos zu holen.
Die Konstruktion des Fahrzeugs war exakt auf seinen Einsatzzweck hin ausgerichtet. Jede Einzelheit war durchdacht im Hinblick auf das Fahren in unwegsamem Gelände. Dennoch verliefen die Fahrten nicht immer reibungslos. Denn das hohe Fahrzeuggewicht, zu einem guten Teil in den besonderen Anforderungen des Kolonialamts an die Fahrzeugeigenschaften begründet, belastete die Luftreifen sehr stark, so dass sie unter der Beanspruchung auf unwegsamer Strecken nur eine vergleichsweise geringe Lebensdauer hatten – 36 Reifen und 27 Schläuche waren es während der erwähnten 10.000 Kilometer bis Anfang 1910. Versuche mit Vollgummireifen verliefen negativ, da dann eine zu große Kraft auf die Felgen einwirkte und sie zerstörte.

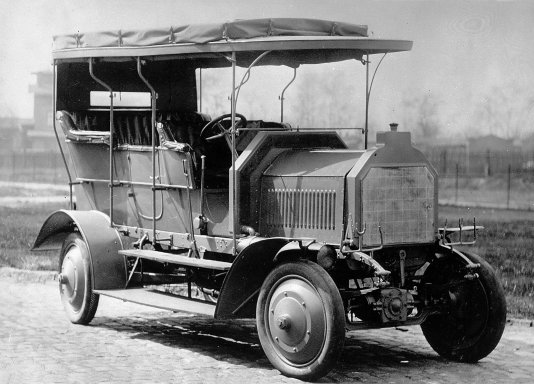
Der Dernburg-Wagen von 1907

Der Allradantrieb hingegen bewährte sich insbesondere auf tiefsandigen Strecken, dort kam das Fahrzeug besser voran als die gleichfalls vorhandenen Lastwagen mit Hinterradantrieb. Dennoch sprach sich ein Oberstleutnant der Landespolizei nach eingehender Inspektion dafür aus, das Fahrzeug auf reinen Hinterradantrieb umzurüsten: Der Allradantrieb mit seinen zahlreichen Komponenten war aufwendig zu warten und zu reparieren. Dieser Umbau wurde offenbar auch vorgenommen, aber genaue Angaben liegen nicht vor. Über die Verwendung des Fahrzeugs während des Ersten Weltkriegs in Südwestafrika sind keine Aufzeichnungen bekannt. Danach und mit dem Ende der deutschen Kolonialzeit verlief sich die Spur des „Dernburg-Wagens“ – der Verbleib ist unbekannt. Paul Ritter allerdings, der Chauffeur und Mechaniker, kehrte 1919 nach Marienfelde zurück und fand dort bei der Daimler-Motoren-Gesellschaft wieder Arbeit.

## Die Rekonstruktion des „Dernburg-Wagens“
Im Jahr 2006 entschloss sich DaimlerChrysler, den „Dernburg-Wagen“ als detailreiches Modell nachzubauen, um das Jubiläum des Unternehmens „100 Jahre Allrad-Personenwagen“ zu feiern. Das Modell sollte so nah am Original von 1907 sein wie nur möglich – was aber eine große Herausforderung war. Denn technische Zeichnungen existierten nicht, und den unternehmenseigenen Spezialisten standen auch nur sechs zeitgenössische Fotos zur Verfügung, deren Qualität mehr oder minder gut ist. Außerdem waren gerade mal fünf Maße bekannt: der Achsabstand, die Spurweite, der geringste Bodenabstand, der Reifendurchmesser und die Reifenbreite.
Die Modellbauer rekonstruierten aus diesem spärlichen Material den „Dernburg-Wagen“ im Maßstab 1:4. Das etwa 1,25 Meter lange Resultat ist sehr nah am Original. Dabei half den Modellbauern auch eine solide Kenntnis, wie zu Beginn des 20. Jahrhunderts Autos gebaut wurden. Zudem versetzten sie sich mit Hilfe der Fotos und anderem historischem Material in die Zeit und ihre technischen Möglichkeiten hinein. Die Arbeit glich einem anspruchsvollen, dreidimensionalen Puzzlespiel. Zunächst ging es darum, die Grundmaße zu vervollständigen, um sämtliche Dimensionen zumindest näherungsweise zu bestimmen. Gleichzeitig wurden technische Details ausgetüftelt, die mit der Grundkonstruktion einhergehen, beispielsweise die Lage des Getriebegehäuses und die Länge der Blattfedern. Viel Tatkraft wurde in die Rekonstruktion des Allradantriebs gesteckt, denn den sollte das fertige Modell ja so detailgetreu wie möglich zeigen. Die Spezialisten gingen zunächst davon aus, dass die Radmitte auf gleicher Höhe wie die Welle verlief, die vom Differenzial zum Rad führte. Exakte Einzelheiten der Konstruktion waren nicht bekannt, und auf den Fotos verdeckten die Felgen die entsprechenden Stellen. Doch beim Ermitteln der übrigen Maße an den Achsen gab es stets eine Höhendifferenz, die sie sich zunächst nicht erklären konnten – bis die Erkenntnis reifte: Die Bauweise aus Allradantrieb und Allradlenkung erforderte eine Kegelrad-Kombination an jedem Rad, und die benötigte genau das Maß der rätselhaften Differenz. Damit war auch das Modell von der Logik der ausgefeilten Konstruktion von Paul Daimler erkannt worden.
Nach und nach entstanden alle Einzelteile des Dernburg-Wagens im Kleinmaßstab neu: beispielsweise das Chassis, die Blattfedern, der Allradantrieb, die Karosserie, die Kurbel zum Anwerfen des Motors, die Innenausstattung und das Verdeck. Als Baumaterial für das Modell kam hauptsächlich Ahornholz zum Einsatz, weil sich dieses gut bearbeiten lässt, aber dennoch vergleichsweise hart ist. Die Längsträger des Chassis sind aus Kunststoff gefertigt, der mit Aluminium verstärkt wurde.
Mitunter waren die Methoden der Fachleute fast detektivisch: So entnahmen sie den Originalfotos mit Hilfe des zu sehenden Schattenwurfes den Sonnenstand und simulierten ihn mit Hilfe einer Taschenlampe am Modell.
Immer wieder wurden Teile geändert, weil sie doch nicht so wie erwartet in das Puzzle passten. Dabei wurde den Spezialisten klar: Auch Daimler selbst dürfte mitunter ähnlich gearbeitet haben, denn schließlich handelte es sich bei dem „Dernburg-Wagen“ um ein Einzelstück, so dass die Fertigung des Originals vermutlich nicht vollkommen geradlinig vonstattenging – weil in der Praxis etwas nicht so funktionierte, wie es sich der Konstrukteur gedacht hatte.
Die Lackierung entspricht der historischen Vorgabe des Fahrzeugs, für die Polizei eingesetzt zu werden – es ist ein mittleres Grau. Die Sitze sind mit Leder bezogen, das für den Modellmaßstab eigens auf eine Dicke von drei Zehntel Millimeter geschabt wurde, damit es sich perfekt an die Sitze schmiegen kann. Die Textilrollos könnten wirklich in die Fensteröffnungen fallen, um den Aufbau zu schließen. Profil tragen nur die hinteren Reifen, die vorderen sind glatt – wie beim großen Original. Nur einen Motor hat das Modell nicht.
Es erlebte seinen ersten großen Auftritt auf der North American International Auto Show (NAIAS) in Detroit im Januar 2007.

## Technische Daten des Allrad-Personenwagen der Daimler-Motoren-Gesellschaft von 1907
| Motor                                  | |
| Daimler-Motor                          | Typ E4 mit paarweise zusammengegossenen Zylindern, 2 seitliche Nockenwellen |
| Zylinderzahl/-anordnung                | 4/R, 2 Ventile pro Zylinder, Ventile seitlich stehend in T-Anordnung |
| Hubraum                                | 6786 cm³ |
| Bohrung × Hub                          | 120 × 150 mm |
| Nennleistung                           | 35/26 PS/kW bei 800/min |
| Zündung                                | Magnet-elektrische Abreißzündung |
| Gemischaufbereitung                    | Daimler-Kolbenvergaser, Zentrifugal-Regulator |
| Kühlung                                | Frontkühler mit Ventilator, zusätzlich ein um die Spritzwand angebrachter hufeisenförmiger Kühler, Verbindung der beiden Kühler über zwei seitlich angebrachte Wasserbehälter, auf 28 Liter Volumen vergrößerter Motor-Kühlmantel um die Zylinder, gesamte Kühlwassermenge im Umlauf: 140 Liter |
| Kraftübertragung                       | |
| Antrieb                                | Permanenter Allradantrieb, Kegelradantrieb, Momentenverteilung 50 : 50 (v/h) |
| Kupplung                               | Aluminium-Konuskupplung |
| Getriebe                               | Viergang-Handschaltgetriebe, ein Rückwärtsgang |
| Schutzmaßnahmen                        | Sämtliche kraftübertragenden Teile waren gegen Flugsand geschützt, Motor komplett eingehüllt, Getriebe mit stabilem Gehäuseunterteil versehen |
| Fahrwerk                               | |
| Fahrgestell                            | Gerader, gepresster Stahlrahmen |
| Vorderachse                            | Starrachse, Blattfedern |
| Hinterachse                            | Starrachse, Blattfedern |
| Bremsanlage                            | Wassergekühlte Außenbackenbremsen vorn über Pedal zu betätigen, Außenbandbremse hinten über Handhebel zu betätigen |
| Lenkung                                | Schraubspindel-Allradlenkung |
| Felgen                                 | Geschlossene Nickelstahl-Blechfelgen |
| Reifen                                 | 930 × 125 |
| Maße und Gewichte                      | |
| Radstand                               | 4000 mm |
| Spurweite vorn/hinten                  | 1420 mm |
| Bodenfreiheit                          | 320 mm |
| Gesamt-Länge                           | ca. 4900 mm |
| Gesamt-Breite                          | ca. 2000 mm |
| Gesamt-Höhe                            | ca. 2700 mm |
| Masse fahrfertig                       | 3600 kg |
| Fahrleistungen und Kraftstoffverbrauch | |
| Höchstgeschwindigkeit                  | 40 km/h |
| Steigfähigkeit                         | 25 % |
| Kraftstoffverbrauch                    | ca. 25/100 km |
| Preis                                  | |
| Neupreis 1907                          | 34.750 Mark |
| Stückzahl                              | 1 |